# Sera Barat
Sera Barat is een bestuurslaag in het regentschap Sumenep van de provincie Oost-Java, Indonesië. Sera Barat telt 1856 inwoners (volkstelling 2010).